# Kollmann (Barbian)

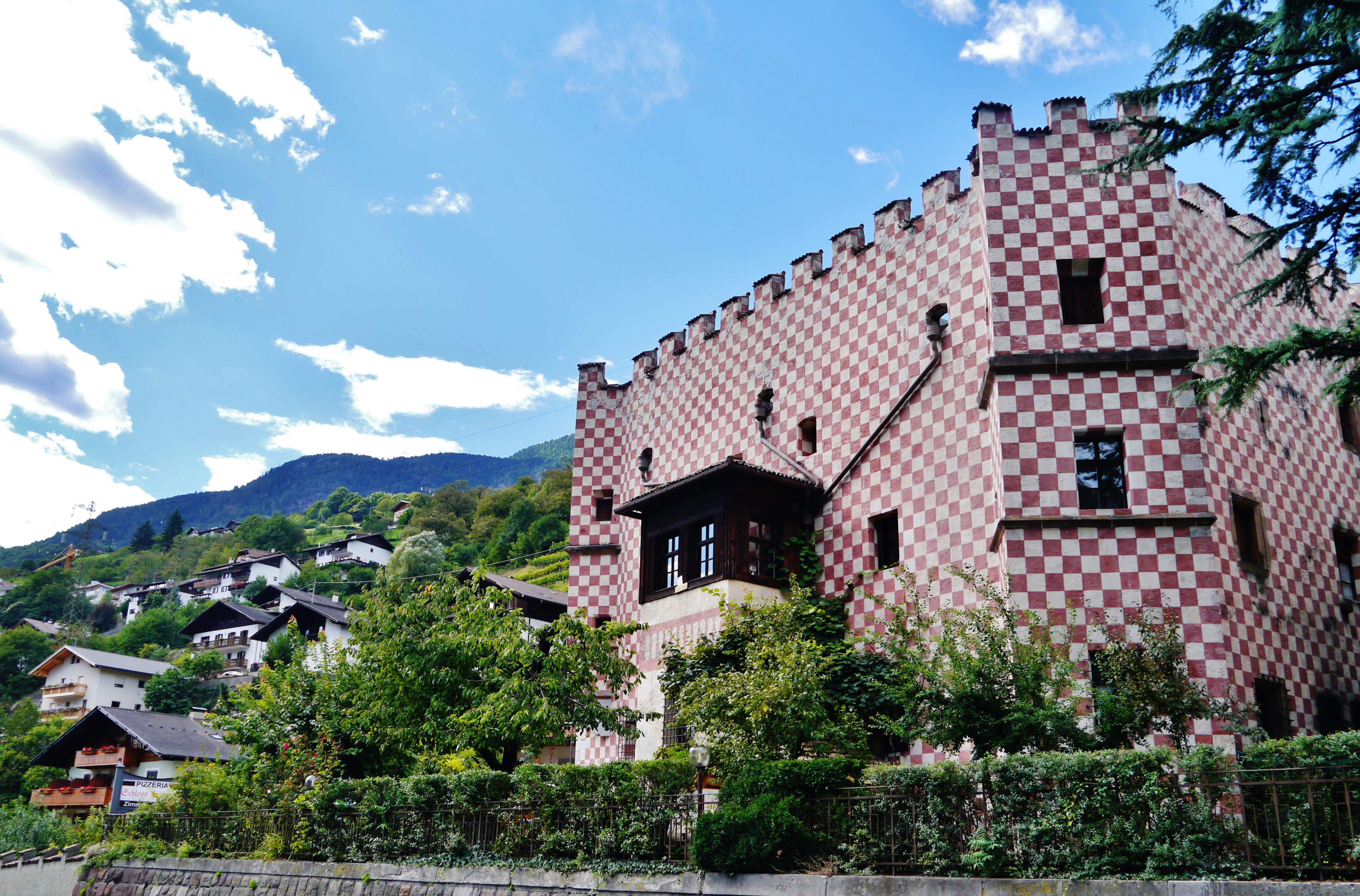
Zollhaus (Friedburg) in Kollmann

Kollmann (italienisch Colma) ist ein Dorf in Südtirol und eine Fraktion der Gemeinde Barbian. Kollmann liegt auf etwa 500 m Höhe im Eisacktal und hat rund 250 Einwohner.

## Geographie
Kollmann befindet sich auf der orographisch rechten, westlichen Seite des Eisacktals nahe der engen Talsohle. Das Dorf wird vom Ganderbach durchflossen, der direkt unterhalb von Kollmann dem Eisack zuströmt. Durchquert wird es von der Brennerstaatsstraße und der Radroute 1 „Brenner–Salurn“. Die anderen Ortschaften der Gemeinde, der Hauptort Barbian und Saubach, liegen oberhalb von Kollmann an den Talhängen; die nächstgelegene Siedlung ist Waidbruck, nur wenige hundert Meter nördlich auf der anderen Seite des Eisack. Südwestlich von Kollmann verengt sich das Eisacktal zunehmend zu einer Schlucht.

## Geschichte

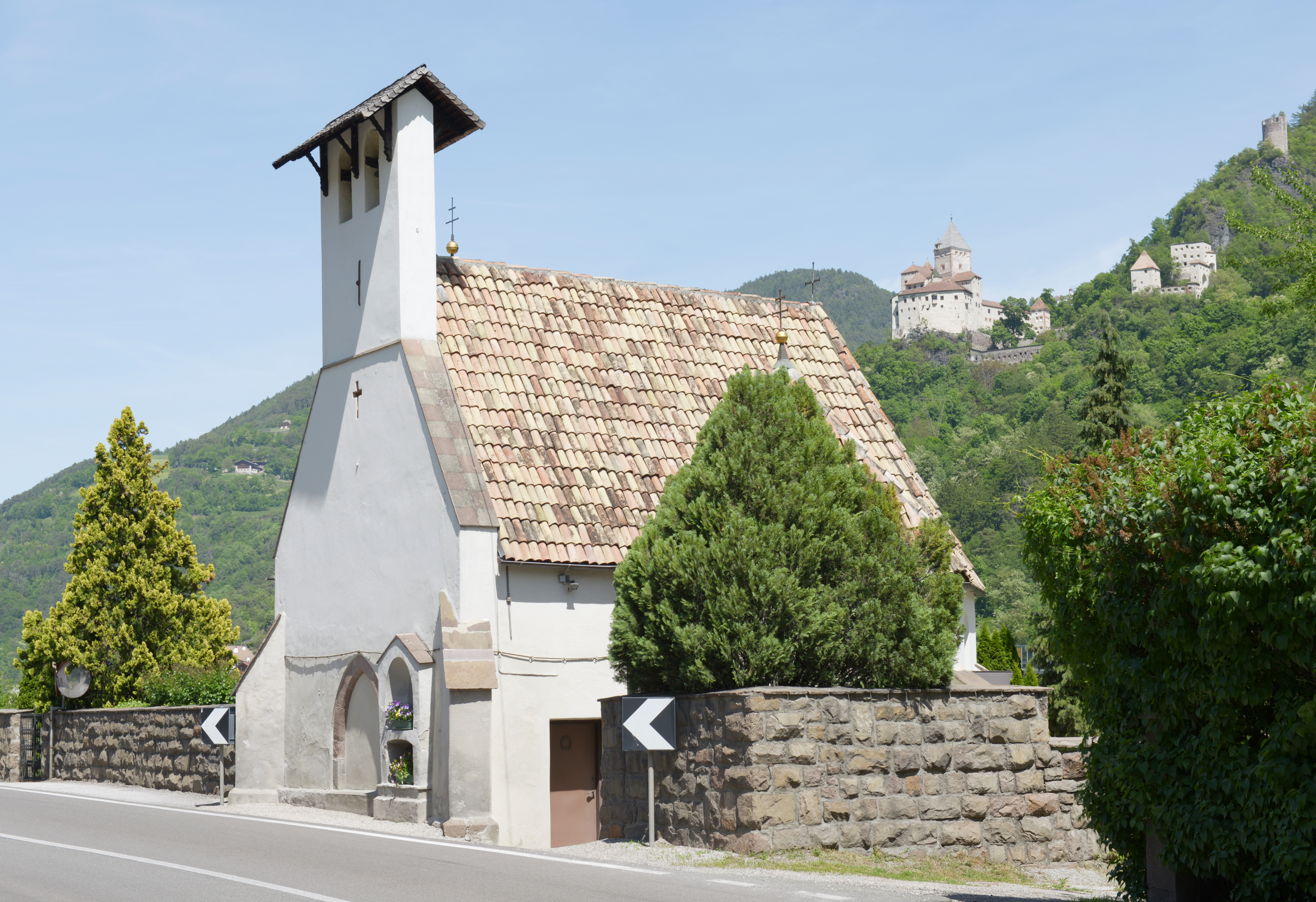
St.-Leonhard-Kirchlein (im Hintergrund die Trostburg)

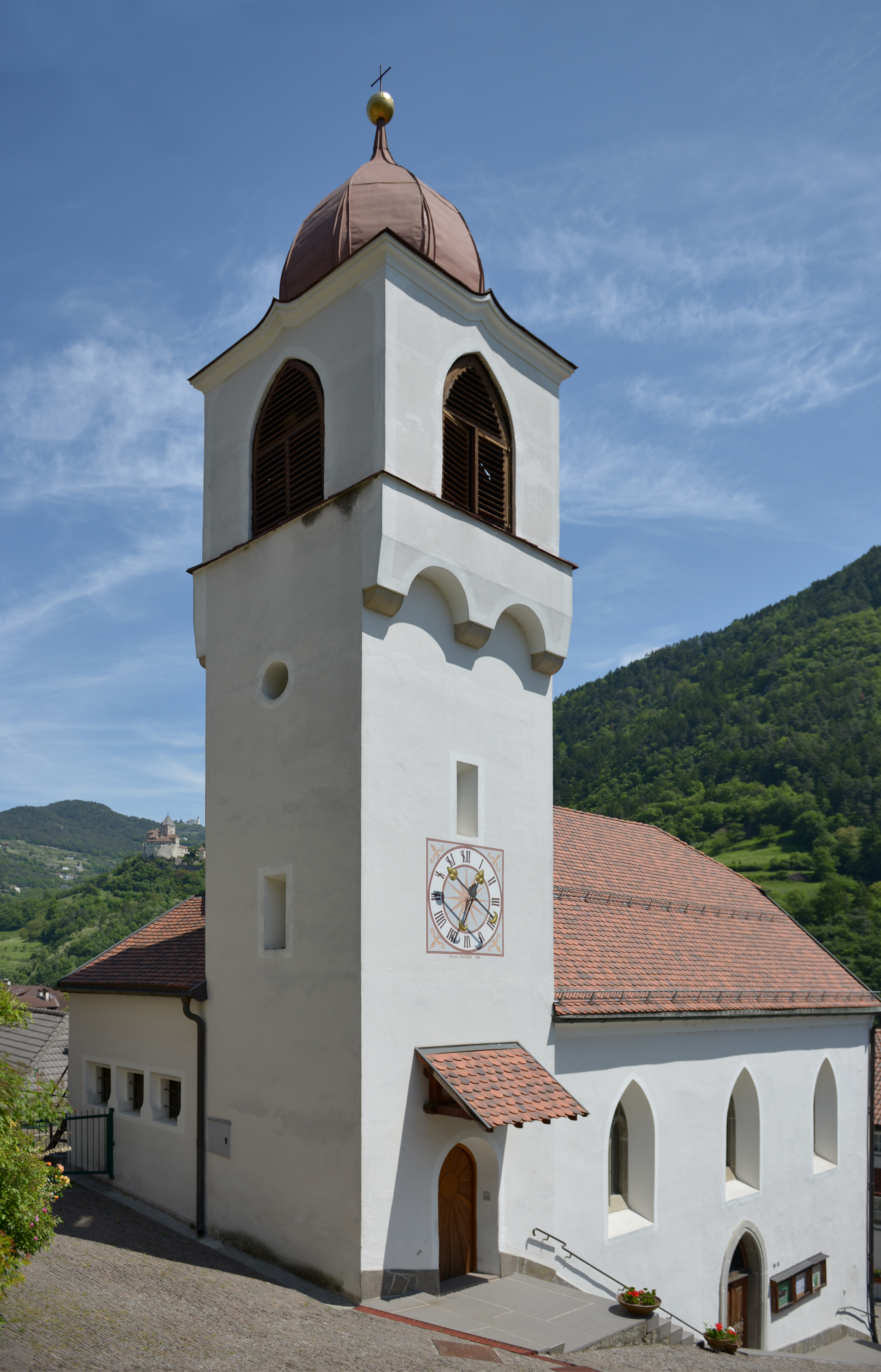
Pfarrkirche zur Heiligen Dreifaltigkeit

In der Antike bestand bei Kollmann eine römerzeitliche Siedlung, deren Reste bei Bauarbeiten 1927 wieder zum Vorschein kamen und die in der Literatur oft mit der in antiken Quellen genannten Straßenstation Sublavio identifiziert wird. Durch datierbare Münzfunde kann ein Bestehen der Siedlung vom frühen 2. bis ins späte 4. Jahrhundert angenommen werden.
Über Jahrhunderte markierte Kollmann den Punkt, an dem der beschwerliche Verkehrsweg von Bozen Richtung Brenner nach der Umgehung der Eisackschlucht über den Ritten die Sohle des Eisacktals erreichte. Der Bau des Kunterswegs im 14. Jahrhundert, einer wesentlich einfacher zu begehenden Handelsstraße durch die Eisackschlucht, brachte den Nord-Süd-Verkehr durch das Eisacktal zum Florieren. Ende des 15. Jahrhunderts ließ Erzherzog Siegmund der Münzreiche in Kollmann ein markantes Zollhaus errichten, das heute unter dem Namen Schloss Friedburg bekannt ist.
Aus dem Spätmittelalter stammt das Kirchlein St. Leonhard in Kollmann. Die Pfarrkirche zur Heiligen Dreifaltigkeit in Kollmann wurde im späten 16. Jahrhundert erbaut.
In der Nacht vom 17. auf den 18. August 1891 wurde Kollmann von dem sonst ruhigen Gandbach überschwemmt. Durch Hochgewitter im Quellgebiet führte der Bach immer wieder kurzzeitig mehr Wasser als üblich, in dieser Nacht verursachte der Bach jedoch Schäden in ungewohntem Ausmaß. 39 Bewohner kamen ums Leben, etwa 15 weitere Einwohner verloren ihre Höfe. Viele Bewohner von Kollmann verloren ihren ganzen Besitz. Heute gibt es eine Gedenktafel für die Opfer der Katastrophe in Kollmann.

## Bildung
In Kollmann gibt es eine Grundschule für die deutsche Sprachgruppe.